# Gmina Twelve Mile Lake

Położenie Gminy Twelve Mile Lake w hrabstwie Emmet

Gmina Twelve Mile Lake (ang. Twelve Mile Lake Township) – gmina w USA, w stanie Iowa, w hrabstwie Emmet. Według danych z 2000 roku gmina miała 202 mieszkańców, a jej powierzchnia wynosi 91,17 km².